# Конвой N-206
Конвой N-206 — японський конвой часів Другої світової війни, проведення якого відбувалось у грудні 1943 року.
Місцем призначення конвою був Рабаул — головна база в архіпелазі Бісмарка, з якої японці вже майже два роки провадили операції на Соломонових островах та сході Нової Гвінеї. Вихідним пунктом при цьому став важливий транспортний хаб японців Палау в західній частині Каролінських островів. До складу конвою N-206 увійшли транспорти «Кайка-Мару», «Аляска-Мару», «Цейлон-Мару», «Пасифік-Мару», «Рюя-Мару» (Ryua Maru) та «Кайто-Мару». Ескорт складався з мисливців за підводними човнами CH-37 та CH-38.
12 грудня 1943 року судна вийшли із Палау та попрямували на південний схід. 14 та 16 грудня двічі виявляли підводні човни, проте атак так і сталось (у першому випадку ескортні судна відігнали ймовірну ворожу субмарину, у другому конвой провів маневр ухилення).
Під вечір 19 грудня в районі за пів сотні кілометрів на північ від Кавіенгу (острів Нова Ірландія) конвой атакував літаючий човен «Каталіна», проте ця перша атака була відбита. Утім, вже через півтори години, о 20:40, відбувся другий авіаналіт, у якому брали участь бомбардувальники В-24. У результаті був вражений транспорт «Кайто-Мару», який мав на борту 420 вояків зі складу 212-го будівельного загону ВМФ та вантаж вугілля. Судно загорілось та затонуло наступного дня. Загинуло 262 військовослужбовці та 26 членів екіпажу.
О 21:32 відбувся новий наліт, під час якого поцілили «Аляска-Мару». Судно, яке везло великі обсяги продовольства, спорядження, озброєння та інших запасів, було полишене і так само, як і «Кайка-Мару», затонуло на наступний день. Під час атаки на «Аляска-Мару» загинув лише один член екіпажу, тоді як інші були врятовані мисливцем за підводними човнами CH-37.
Під час другої та третьої атак певні пошкодження отримали також «Кайка-Мару» і «Пасифік-Мару», проте вони змогли продовжити шлях разом із конвоєм, який 20 грудня прибув до Рабаула.